# Serrat de l'Onyó
El Serrat de l'Onyó és un serrat del terme municipal de Sant Quirze Safaja, a la comarca del Moianès.
Està situat en el sector més oriental del terme, en terres de Bertí. Dins del terme d'aquest darrer poble, és en el seu extrem sud-occidental, a prop i al sud-est de Sant Miquel del Fai i a la dreta del torrent del Gat. La masia de l'Onyó és en el seu extrem nord-est, en el lloc on el Serrat de l'Onyó s'uneix al Turó de l'Onyó, que queda a llevant de la masia. Tot el seu vessant meridional està format pels Cingles de l'Onyó. En el seu extrem sud-oest es troba el paratge del Gatosar.